# Martin Prázdnovský
Martin Prázdnovský (Streda nad Bodrogom, 22 de octubre de 1975) es un ciclista eslovaco que fue profesional desde el año 2000 hasta 2009.

## Palmarés
2004
- 1 etapa del Giro del Friuli Venezia Giulia

2005
- Campeonato de Eslovaquia en Ruta
- Gran Premio Ciclista de Gemenc, más 2 etapas
- Tour de Eslovaquia
- Tour de Bulgaria, más 1 etapa

2006
- Gran Premio Ciclista de Gemenc, más 2 etapas
- Tour de Guadalupe

2008
- 3.º en el Campeonato de Eslovaquia en Ruta

2009
- 1 etapa de la Tour de Bulgaria